# توماس بيكيت

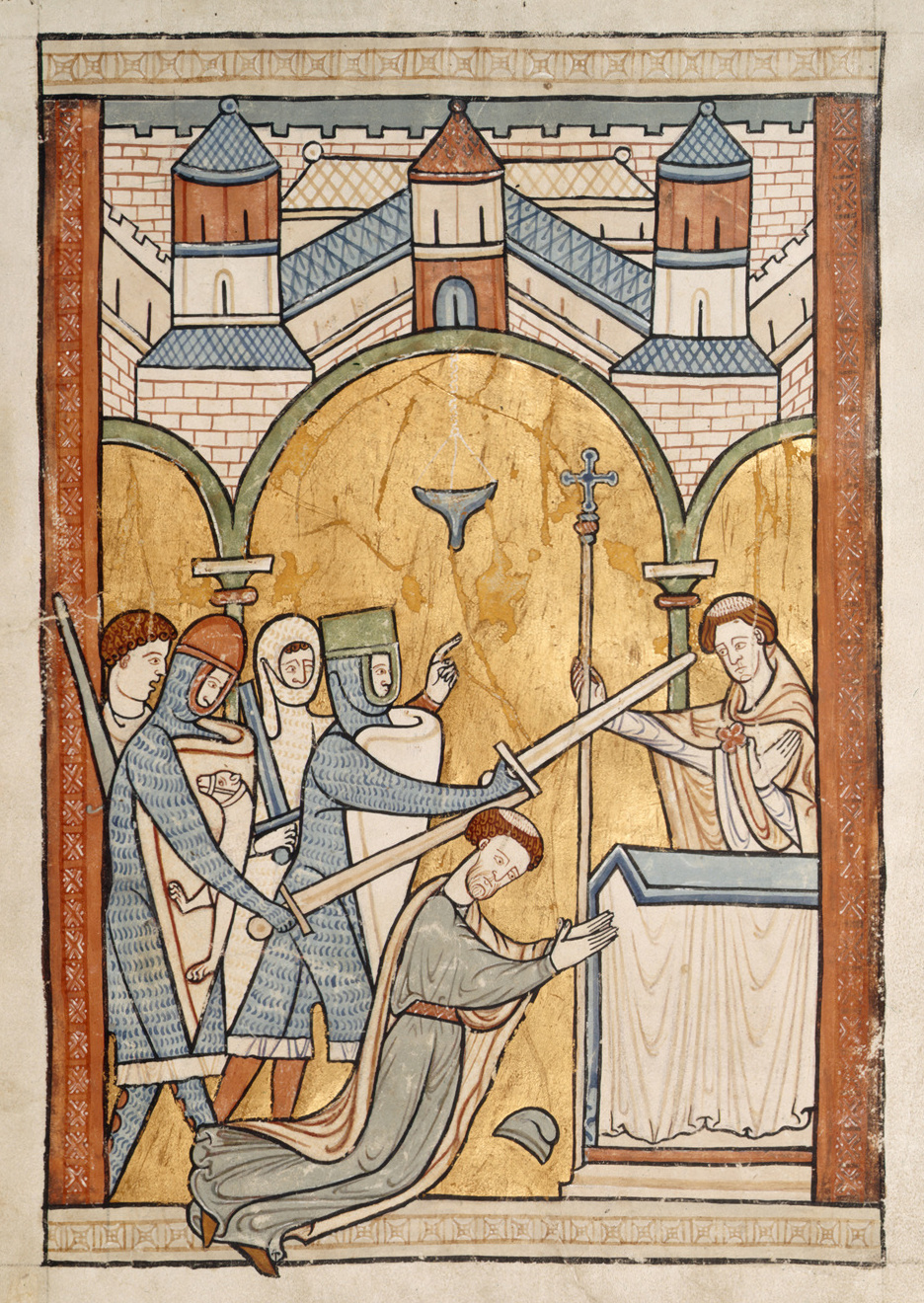
رسمٌ من مخطوطة تعود إلى القرن الثالث عشر عن اغتيال توماس بيكيت

القديس توماس بيكيت، أو القديس توما الكانتربري (بالإنجليزية: Thomas Becket) موقر كقديس وشهيد في الكنيستين الكاثوليكية الرومانية والأنجليكانية. وُلد حوالي العام 1118 وتوفي في 29 ديسمبر 1170. شغل منصب أسقف كانتربري منذ العام 1162 حتى 1170 عندما اغتيل نتيجة صراعٍ مع الملك هنري الثاني بواسطة أتباع الملك في كاتدرائية كانتربري.

## وصلات خارجية
- Beckets Bits